# Chiesa di Tutti i Santi (Cherhill)
La chiesa di Tutti i Santi (in inglese All Saints Church) è la parrocchiale anglicana che si trova a Yatesbury, villaggio nel territorio della parrocchia civile di Cherhill della contea del Wiltshire nel Sud Ovest dell'Inghilterra. Il luogo di culto risale al XII secolo, rientra nella diocesi di Salisbury ed è considerato un monumento classificato di prima categoria per il suo particolare interesse storico e architettonico.

## Storia

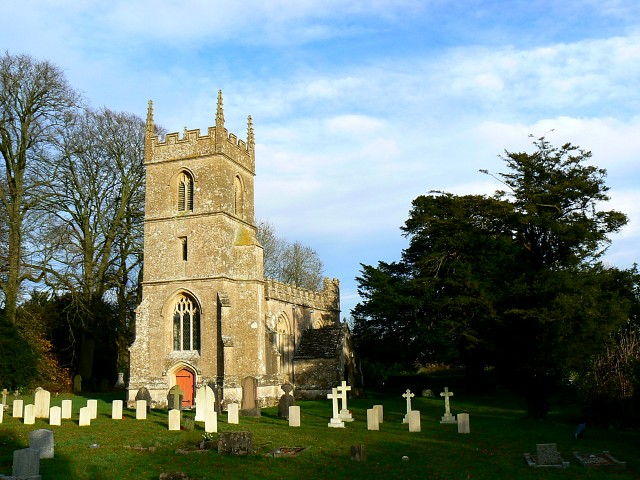
Chiesa di Tutti i Santi vista sul lato della torre con accanto il cimitero e le sue numerose lapidi

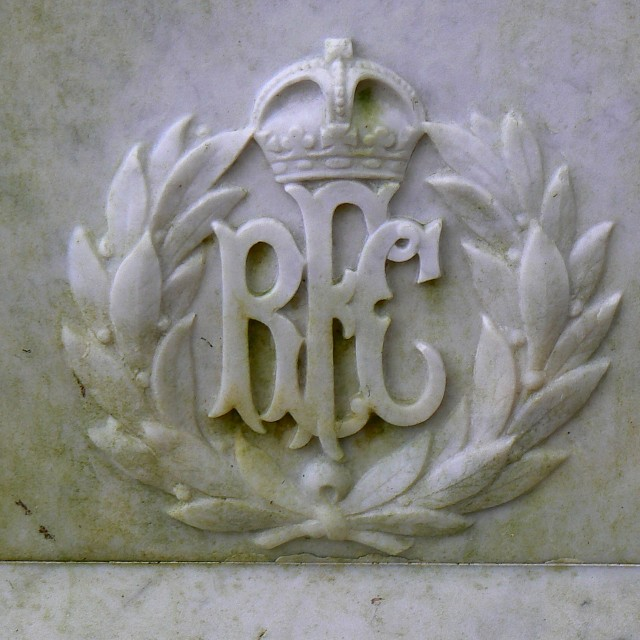
Particolare di una tomba con lo stella del Royal Flying Corps. Nelle vicinanze sono state a lungo presenti strutture della R.A.F. Yatesbury

La chiesa parrocchiale anglicana venne edificata nel XII secolo poi fu oggetto di interventi nel XIII secolo e nel XV secolo, quando fu eretta la torre campanaria. Entro il 1210 venne istituita una prebenda per Yatesbury dal decano e dal capitolo di Salisbury. La zona presbiteriale fu nuovamente sistemata nel 1855 da C.H. Gabriel.

## Descrizione
La chiesa di Tutti i Santi di Yatesbury viene giudicata un edificio di particolare interesse storico e architettonico in Inghilterra o Galles quindi considerata un monumento classificato di prima categoria.

### Esterni
La chiesa parrocchiale anglicana di Tutti i Santi si trova nella parte ovest dell'abitato di Yatesbury che appartiene alla parrocchia civile di Cherhill nel Wiltshire, Sud Ovest dell'Inghilterra. L'edificio è stato costruito in gesso e pietra arenaria. La struttura dominante è la sua torre a tre piani che si alza ad ovest, tozza e squadrata, con copertura a tezzazza con parapetto merlato e quattro pinnacoli angolari. La porta nella torre è sovrastata da una grande finestra a tre luci con calotta e, al secondo livello, una piccola finestrella singola. La porta a sud è neo-normanna e risale al XIX secolo, ma dall'interno è incorniciata da un grande arco a tutto sesto che appartiene a un porticato del 1200 con pilastri e cappelli rotondi, uno semplice, uno con una modanatura a volute.
Nel XV secolo, il porticato della navata sud fu demolito, a parte una campata che contiene la porta sud ricollocata. Il porticato aveva pilastri rotondi e abachi. Il pilastro ovest è un capitello modanato, quello est una conchiglia a tromba con un motivo a spirale che forma la bocca della conchiglia.
Accanto alla chiesa, nel cimitero della comunità, sono presenti 16 tombe di guerra del Commonwealth risalenti alla prima guerra mondiale e 19 alla seconda guerra mondiale.

### Interni
La sala è formata da due navate in successione. La copertura della navata nord è inclinata. L'arco del presbiterio è ad arco acuto. Il presbiterio, risalente al 1855 ha una copertura a travi a forbice e le pareti sono completamente ricoperte da decorazioni, il pavimento è in piastrelle elabotare ad encausto. Le finestre a sud hanno figure disegnate in modo relativamente elementare. Nella navata si conserva il pulpito in pietra con facciata inclinata del XIX secolo con la decorazione raffigurante le tavole dei comandamenti smaltate su metallo. Nella navata laterale nord, vi è la targa dedicata a G. Hungerford di Studley, morto nel 1764, e sotto la torre una dedicata a Sarah Vaisey, morta nel 1795. Nella navata si conserva pure un eccezionale fonte battesimale normanno con una spessa fascia di foglie stilizzate erette sotto e una fascia di volute sopra.